# 李登雲 (光緒進士)
李登雲（？—？），湖南省衡州府衡山縣人，清朝政治人物、進士出身。
光緒十五年（1889年），参加光緒己丑科殿試，登進士二甲113名。同年五月，著主事，分部学习。